# 奥尔塔马霍 (乔治亚州)
奥尔塔马霍是位於美國喬治亞州塔特納爾縣的一個非建制地區。該地的面積和人口皆未知。

## 地理
奥尔塔马霍的座標為31°57′42″N 82°12′26″W / 31.96167°N 82.20722°W，而該地的平均海拔高度為51米（即167英尺）。